# Джерела «Серебрія»
Джерела «Серебрія»  — гідрологічна пам'ятка природи місцевого значення. Розташована на східній околиці с. Серебрія Могилів-Подільського району Вінницької області. Оголошена відповідно до Рішення Вінницького облвиконкому від 29.08.1984 р. № 371. Охороняється група джерел ґрунтової води, які виходять на поверхню із жорнових пісковиків, що мають водорегулююче значення.